# 電音盛世
《Golden Hour》是挪威熱帶浩室製作人、DJ和唱片製作人凱戈發行的第三張錄音室專輯。索尼音樂於2020年5月29日發行了該唱片。

## 背景

### 2019年：製作
2019年6月28日，凱戈推出了與歌手惠特妮·休斯顿一同翻唱並重制的經典歌曲《崇高之愛》（英語：Higher Love）（原作：Steve Winwood）作為單曲發行。  2019年8月21日，《Higher Love》在Billboard雜誌的Dance Club Songs榜上排名第一，這是休斯頓迄今為止票房最高的死後發行。 截至2020年1月2日，《Higher Love》在Spotify上的播放量已超過2.52億次。

### 2020年：發行
2020年3月23日，Kygo通過社交媒體宣佈他已經完成了他的第三張專輯《Golden Hour》。 接著，他於2020年3月27日與莎拉·萊森（英語：Zara Larsson）以及泰加（英語：Tyga）發行了單曲《實話實說（英語：Like It Is (Kygo, Zara Larsson and Tyga song)）》。
2020年4月2日，凱戈發行了與莎夏·斯隆合作演唱的單曲《永遠等待》（英語：I'll Wait (Kygo and Sasha Sloan song)）。 並於次日發行了由美國夫妻Rob Gronkowski和Camille Kostek夫婦主演的音樂視頻，其中包含了他們的生活錄像。
2020年4月16日，Kygo與摩洛哥英語歌手扎克·阿貝爾合作推出單曲《自由（英語：Freedom (Kygo song)）。
2020年5月11日，凱戈正式公佈了《Golden Hour》中的曲目清單。2020年5月15日，他與共和世代發行了另一首單曲，名為《失去的意義》（英語：Lose Somebody (Kygo song)）。《失去的意義》發行一周後，凱戈又推出了《電音盛世》中的一首單曲《事實（英語：The Truth (Kygo song)）》，並請到演唱《想念你》的美國歌手瓦萊麗·布魯薩德（英語：Valerie Broussard）獻聲此曲。
終於在2020年5月29日，凱戈推出了他的第三張錄音室專輯《Golden Hour》，收錄之前推出的6首單曲以及全新的12首歌曲，共18曲。

## 曲目
1. The Truth w/瓦萊麗·布魯薩德
2. Lose Somebody w/共和世代
3. Feels Like Forever w/杰米·尼克·康芒斯
4. Freedom w/扎克·阿貝爾
5. Beautiful w/桑德羅·卡夫扎
6. To Die For w/St. Lundi
7. Broken Glass w/金·彼特拉斯
8. How Would I Know w/汪德雙人組
9. Could You Love Me w/Dreamlab
10. Higher Love w/惠特妮·休斯顿
11. I'll Wait w/莎夏·斯隆
12. Don't Give Up On Love w/山姆·田尼斯
13. Say You Will w/帕特里克·德羅尼與Petey
14. Follow w/喬·雅尼克
15. Like It Is w/莎拉·萊森與泰加
16. Someday w/扎克·布朗
17. Hurting w/瑞斯·劉易斯
18. Only Us w/Haux

### 日本版擴增曲目
1. Carry On w/瑞塔·奧拉
2. Not OK w/Chelsea Cutler
3. Think About You w/瓦萊麗·布魯薩德

## 命名及封面
本專輯的英文原名《Golden Hour》原為攝影藝術的一個用語，指黎明時日光將出及黃昏日落時段的天色幻化，光彩如魔術變化。
本專輯的封面以白色為底，左側是一個「魔術光(golden hour)」並剪出凱戈本人側臉的輪廓；專輯名稱則採用置中排版，字體較小之設計。凱戈的標誌（符號化為KYGO和※）編排在專輯封面右上角。

## 成績

### 榜單

#### 週榜
- 澳洲唱片業協會榜（ARIA）：第9名
- Ö3奧地利40強專輯榜：第20名
- Ultratop法蘭德斯榜：第29名
- Ultratop瓦隆榜：第52名
- 加拿大專輯榜：第2名
- 國際唱片業協會捷克專輯榜：第95名
- Danish丹麥專輯榜：第15名
- Dutch Album Top 100：第8名
- 芬蘭專輯榜：第7名
- 法國專輯榜（SNEP）：第34名
- 德國專輯榜：第42名
- 愛爾蘭專輯榜（OCC）：第7名
- 義大利專輯榜（FIMI）：第30名
- 告示牌日本專輯榜：第34名
- Oricon日本專輯榜：第30名
- 紐西蘭專輯榜（RMNZ）：第11名
- 世界之路榜單專輯榜（VG-lista）：第1名
- 蘇格蘭專輯榜（OCC）：第18名
- 瑞典最熱榜60強專輯榜：第5名
- 瑞士熱門音樂榜百強專輯榜：第4名
- 英國專輯榜：第6名
- 英國舞曲專輯榜：第2名
- 美國告示牌二百大專輯榜：第18名
- 告示牌電子音樂/舞曲專輯榜：第2名

#### 年終榜
- 瑞典最熱榜專輯榜：第100名
- 告示牌電子音樂/舞曲專輯榜：第5名

### 銷量認證
- 加拿大音樂協會白金認證：銷出80,000份以上

## 外部連結
- Spotify （页面存档备份，存于）上的「Golden Hour」專輯
- Apple Music （页面存档备份，存于）上的「Golden Hour」專輯
- Youtube Music （页面存档备份，存于）上的「Golden Hour」專輯
- Kygo的官方網站 （页面存档备份，存于）